# Pearl Morake
Bản mẫu:Infobox boxer (amateur) Pearl Morake (sinh ngày 15 tháng 9 năm 1989) là một võ sĩ Botswana, người là nữ võ sĩ đầu tiên thi đấu cho đất nước của mình. Cô là một nhà vô địch quốc gia nhiều lần và thi đấu tại Đại hội Thể thao Khối thịnh vượng chung 2014 ở Glasgow, Scotland.

## Sự nghiệp
Pearl Morake sinh ngày 15 tháng 9 năm 1989 tại Mochudi, Botswana. Ban đầu cô chơi bóng rổ, cho đến khi được giới thiệu về quyền anh vào năm 2010  Thi đấu cho Câu lạc bộ đấm bốc của trường đại học Twoo, cô thi đấu ở giải đấu quốc gia đầu tiên của Botswana dành cho nữ võ sĩ, với trận đấu với Katlego Olatotse được ca ngợi trên truyền thông là điều thú vị nhất trong đêm. Morake là người phụ nữ đầu tiên đại diện cho Botswana ở cấp độ quốc tế trong môn quyền anh, và trong vài năm sau đó đã trở thành nhà vô địch quốc gia trong bốn lần.
Morake đã thi đấu tại Đại hội Thể thao Khối thịnh vượng chung 2014 ở Glasgow, Scotland. Cô ấy đã được tham dự giải đấu bán trung, điều đó có nghĩa là cô ấy chỉ cần thắng một trận duy nhất để chắc chắn có huy chương đồng. Cô đã chiến đấu Savannah Marshall của Anh nhưng thua 3-0. Marshall tiếp tục giành huy chương vàng. Năm 2015, cô được vinh danh là Nhà thể thao của năm tại Giải thưởng Ủy ban Thể thao Quốc gia Botswana. Cô cũng được Hiệp hội đấm bốc Botswanađặt tên là Nữ võ sĩ của năm.